# فیراویتوبا
فیراویتوبا (انگلیسی: Firavitoba) یک منطقه مسکونی در کشور کلمبیا است.